# Aralidium pinnatifidum
Aralidium pinnatifidum är en tvåhjärtbladig växtart som beskrevs av Friedrich Anton Wilhelm Miquel. Aralidium pinnatifidum ingår i släktet Aralidium och familjen Torricelliaceae. Inga underarter finns listade.

## Bildgalleri

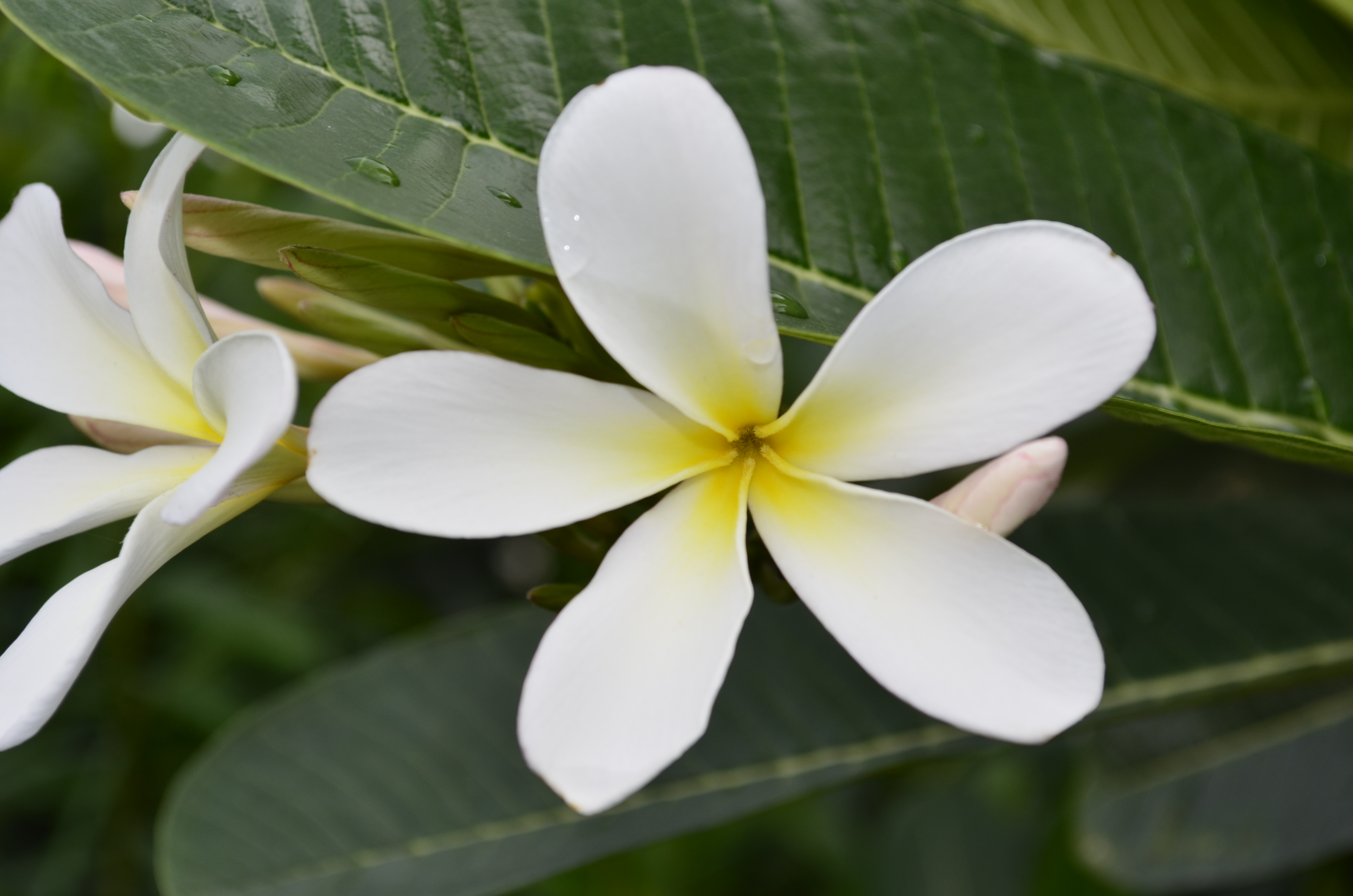